# Maki-e
Maki-e (jap. 蒔絵 maki-e) – obraz prószony, tradycyjna japońska sztuka dekorowania przedmiotów użytkowych, polegająca na prószeniu opiłków szlachetnego metalu (złoto, srebro) na przedmioty pokryte wilgotną laką (漆) i tworzenie przez to motywów dekoracyjnych. Główny czas rozkwitu technik maki-e przypada na okres Heian (794–1185).

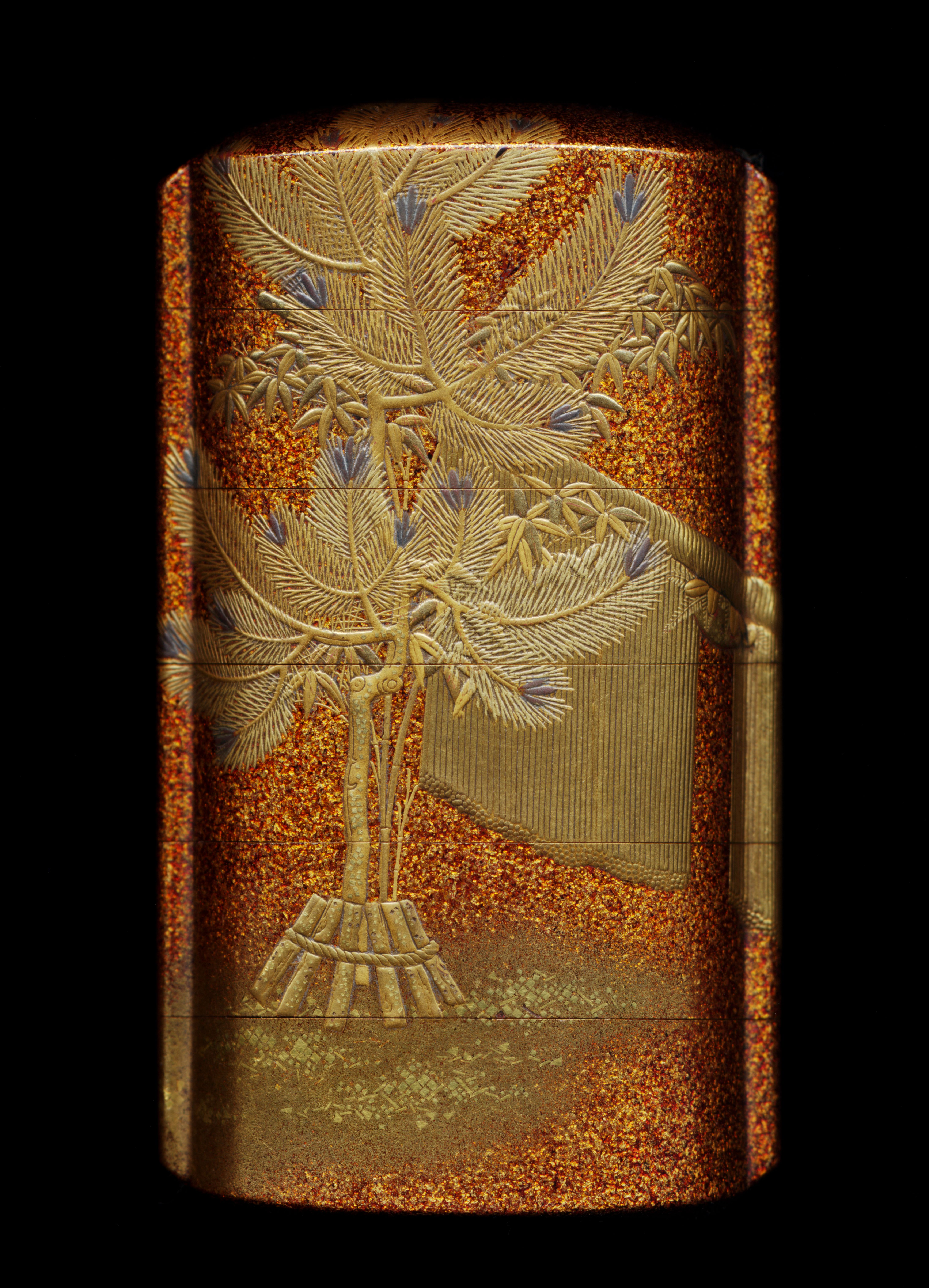
XIX-wieczne pudełeczko na drobiazgi, zwane inrō, zdobione techniką taka-maki-e (wys. ok. 80 mm)

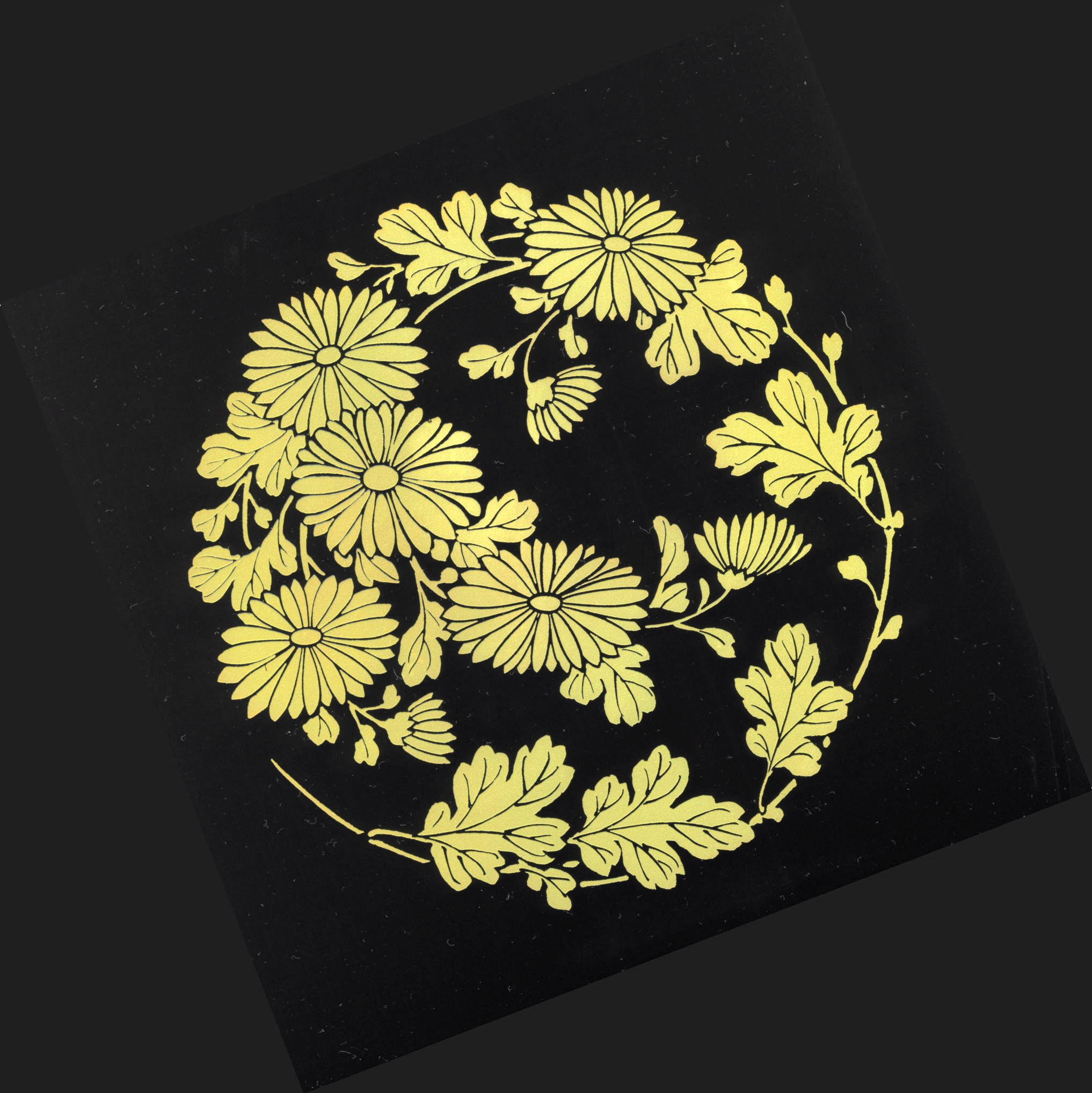
Zdobienie maki-e

Technika tworzenia maki-e polega na umieszczeniu opiłków złota w pustej bambusowej rurce z zamontowanym sitkiem metalowym na wylocie i następnie przesiewaniu i prószeniu tych opiłków na wilgotną lakę wg zaplanowanego wzoru. Zróżnicowanie kompozycji można uzyskać m.in. zmieniając zagęszczenie nanoszenia pyłu metalicznego, od prószenia pojedynczych ziaren, po na tyle gęste by powstała prawie jednolita powierzchnia złota. Ponadto stosuje się różną granulację proszku metalicznego, a ponadto oprócz złotego proszku można użyć srebrnego, cynowego, węglowego (z kamelii) lub mieszaniny tych substancji, co wpływa na barwę obrazu. Oprószoną powierzchnię pokrywa się warstewką laki, celem trwałego zabezpieczenia kompozycji.  
Wyróżnia się trzy główne techniki maki-e.
- hira-maki-e – obraz prószony płaski – wzór zaprojektowany na papierze przenosi się na przedmiot pędzelkiem moczonym w lace, po czym mokrą lakę oprósza się sproszkowanym kruszcem. Po wyschnięciu całość przykrywa się warstwą przezroczystej laki i poleruje;
- taka-maki-e – wielowarstwowy obraz prószony, wypukły – wzór nakłada się stopniowo grubszymi warstwami gęstej mieszanki laki i pumeksu, zasypuje go kruszcem, maluje po wierzchu przezroczystą laką i silnie poleruje, aby zatrzeć nierówności;
- togidashi-maki-e – obraz prószony polerowany – wzór dekoracyjny maluje się pędzelkiem moczonym w lace, zasypuje go grubymi ziarnami szlachetnego kruszcu, a następnie maluje warstwą czarnej laki. Po wyschnięciu poleruje się tak długo, aż wzór wyraźnie pojawi się na powłoce.

Istnieje jeszcze parę wariacji powyższych technik. Np. shishiai-togidashi-maki-e jest połączeniem technik hira-maki-e, togidashi-maki-e i taka-maki-e .